# باقلاقاتوق
باقلا قاتوق از جمله غذاهای شمالی است که اهالی گیلان در پخت آن تبحر دارند. یک خورش مقوی که با کمترین و ساده‌ترین مواد پخته می‌شود و بسیار مقوی و سیر کننده است. به نظر می‌رسد میل کردن غذاهایی مثل باقلا قاتق برای افطار یا سحر ماه رمضان به خاطر میزان فراوان فیبر و پروتئین ساعات بیشتری شما را سیر و پر انرژی نگه دارد.

## پیشینه
باقلاقاتق، باقلا خورش نوعی خورش از قدیمی‌ترین غذاهای محلی آشپزی گیلان است که در کلیه مناطق کشور ایران نیز به ویژه در مناطق شمالی کشور به‌ویژه استان گیلان طبخ می‌شود. مواد اصلی این غذا از باقلا رشتی و به زبان گیلکی (پاچ باقلا، کلمه پاچ در گیلان به معنیِ کوتاه یا کوچک است)، شوید و تخم مرغ تهیه گردیده و معمولاً با برنج که به صورت کته تهیه شده و به همراه سیر تازه، ماهی و اشپل ماهی خورده می‌شود.

## طرز تهیه
برای تهیه این خورش ابتدا سیر رنده شده همراه با شوید خرد شده تفت داده می‌شود. سپس باقلای پوست‌کنده را به آن اضافه کرده و کمی تفت می‌دهیم و به آن نمک، زردچوبه و آب جوش اضافه می‌کنیم و شعله را کم کرده تا جا بی‌افتد. پس از آن که باقلا کاملاً پخته و نرم شد، تخم‌مرغ(ها) را داخل آن شکسته و بلافاصله در ظرف را می‌گذارند تا تخم‌مرغ اصطلاحاً ببندد. سپس آن را همراه با برنج کته مصرف می‌کنند. غالباً همراه با برنج کته، سیر تازه، ماهی ویا اشپل ماهی صرف می‌گردد.
در برخی نقاط شرقی گیلان در این خورش مرغ هم اضافه می‌کنند، برای اینکار فیله سینه مرغ تکه‌تکه شده را تفت داده و می‌پزیم و در انتها به خورش اضافه می‌کنیم اما معمولاً به‌جای اینکار از تخم مرغ استفاده می‌شود که طعم بهتری را ایجاد می‌کند و مرغ استفاده نمی‌شود.